# Alexandre de Cheylus
Pour les articles homonymes, voir Cheylus.
Alexandre de Cheylus, mort le 1er novembre 1744 à Toulon, est un officier de marine et gentilhomme français du XVIIIe siècle. Il sert dans la Marine royale et termine sa carrière avec le grade de chef d'escadre. Chevalier de Saint-Louis, il est Major de la Marine au département de Toulon.

## Biographie

### Origines et famille
Alexandre de Cheylus est issu de la Maison de Cheylus (ou Chaylus), une famille noble originaire du Vivarais connue depuis le XVe siècle, installée à Pernes dans le Comtat Venaissin. Il est le fils aîné de Gaspard de Cheylus et de sa femme Thérèse de Naco. De cette union naissent également trois filles. Les Cheylus portaient : d'azur au dauphin et au lévrier courant, affrontés le premier d'argent, l'autre d'or, accolé de gueules. Il naît dans une famille « sans illustration notable » ; son fils, Mgr de Cheylus (1717-1797), fut néanmoins évêque de Tréguier, puis évêque de Cahors et enfin évêque de Bayeux. Sa lointaine cousine, Dorothée de Cheylus de Saint-Jean, mariée au marquis de Brancas-Céreste, est la mère du maréchal de Brancas-Céreste, de Jean-Baptiste de Brancas, archevêque d'Aix, et de Hyacinthe de Brancas, comte de Céreste, ambassadeur en Suède. Cette parenté doit avoir joué pour son élévation.

### Carrière dans la Marine

#### Débuts pendant la guerre de la Ligue d'Ausbourg
Il entre dans la Marine du Roi et intègre une compagnie de gardes de la Marine en 1690, pendant la guerre de la Ligue d'Augsbourg. Il est promu sous-brigadier des gardes en 1693 puis enseigne de vaisseau en 1696. Il se distingue peu de temps après au combat livré devant Malaga en août 1700 entre les chaloupes françaises et un nombre considérable de vaisseaux anglais qui sont pris ou brûlés malgré le feu des canons de la ville que les Français devaient essuyer. Il combat au sein du corps de la Marine et fait partie des troupes envoyées dans les Cévennes combattre les Camisards (1703-1704). Il est blessé à cette occasion.

#### Guerre de Succession d'Espagne
En 1704, le Roi le nomme, par une promotion particulière, lieutenant de vaisseau et capitaine d'une compagnie franche de la Marine. Cette promotion est rapide, mais en « considération de ses services signalés qu'il avait rendus contre les Fanatiques des Cévennes et des blessures qu'il y reçut. » Depuis, il se trouva dans toutes les actions où la Marine eut part, il y donna des preuves de sa bravoure et de sa prudence, surtout au combat de Malaga, le 24 août 1704, au siège de Gibraltar, le 5 octobre suivant… et puis plus rien pendant des années.
Il commande un bâtiment des garde-côtes de Provence pour la protection du commerce en 1727. Au combat donné en 1728 près de Coron en Morée, contre les vaisseaux barbaresques, où, avec une seule barque, il défait trois bâtiments de plus de 100 hommes d'équipage et demeure maître de la Mer. Cette action lui vaut une pension de 1 000 livres sur l'Ordre royal et militaire de Saint-Louis, dont il avait été fait chevalier en 1708, 1716 ou 1717.
Il est nommé en 1731, capitaine d'un vaisseau de ligne et commande, l'année suivante, les vaisseaux du Roi, dans la campagne du Levant, sous les ordres du marquis d'Antin. En 1733, le Roi voulant prévenir les entreprises de l'Empereur sur nos mers, lui donne commission et au chevalier de Cheylus, de monter La Flore et Le Zéphir, et de croiser en Méditerranée. Après cette course, qui n'eut aucun événement remarquable, à cause de la petitesse des bâtiments impériaux, que les vaisseaux français ne pouvaient rejoindre près des côtes, il retourne au port de Toulon et est nommé, à son arrivée en 1734, Major des troupes de la Marine en Provence. Il lui faut attendre dix ans de connaître à nouveau le combat en mer.

#### Guerre de Succession d'Autriche
Le comte de Cheylus reprend la mer lorsque éclate la guerre de Succession d'Autriche. Début 1741, les Anglais et les Espagnols se combattent en Méditerranée. En 1741, à Versailles, le cardinal de Fleury donne l'ordre à Court de La Bruyère d'assurer la protection des navires transporteurs de troupes espagnols en route vers l'Italie. Il fait davantage puisque, conjointement avec la flotte espagnole, il prend la direction de Cadix et chasse l'amiral Haddock et la flotte britannique de Méditerranée. La guerre sur mer est déclarée entre le royaume de France et le royaume de Grande-Bretagne.
En même temps, au sud de l'Espagne, le comte de Cheylus est attaqué par une escadre anglaise très supérieure en nombre, mais sa belle résistance oblige son ennemi à abandonner le champ de bataille. Après le combat, le commodore anglais renouvelant la scène de l'officier-général de l'amiral Ogle envoie son aide-de-camp au comte de Cheylus pour lui exprimer les regrets qu'il éprouve de ce qui s'était passé disant qu'il avait cru ces vaisseaux espagnols. Monsieur de Cheylus répond alors qu'il n'était « pas fâché de l'erreur des Anglais parce qu'elle avait un peu exercé ses jeunes gens qui souhaitaient depuis long-temps de voir le feu. »
Le 22 février 1744, il est à la bataille du cap Sicié. Il commande à cette occasion le Sérieux, vaisseau de 64 canons, qui fait partie du corps de bataille de la flotte franco-espagnole. Il est récompensé pour son comportement, en étant nommé chef d'escadre des armées navales, le 29 octobre de la même année. Il meurt à Toulon deux jours plus tard, le 1er novembre 1744. Il ne dut pas en prendre connaissance, car « ses grandes fatigues, jointes à son âge avancé viennent de lui terminer ses jours à Toulon par une maladie de 3 jours ».

## Mariage et descendance
Il épouse en 1716, Marie-Thérèse de Piellat, fille de Joseph-Marie de Piellat et Marguerite de Juvin. De cette union naissent deux fils :
- Louis-François-Agricole de Cheylus (26 août 1716 en Avignon-23 janvier 1784 en Avignon), capitaine de vaisseau, chevalier de Saint-Louis :
- Joseph-Dominique de Cheylus, abbé commendataire de l'abbaye royale de Cormeilles, évêque de Tréguier de 1762 à 1766 puis évêque de Cahors et de Bayeux.

### Sources et bibliographie
- François-Alexandre de La Chenaye-Aubert, Dictionnaire de la noblesse, Chez La Veuve Duchesne, 1772, [lire en ligne], p. 454 ;
- Frédéric d'Agay, La Provence au service du roi (1637-1831) : officiers des vaisseaux et des galères, Honoré Champion, 1er mars 2011, 2 volumes, p. 181 ;
- Michel Vergé-Franceschi (dir.), Dictionnaire d'Histoire maritime, Éditions Robert Laffont, coll. « Bouquins », 2002
- Étienne Taillemite, Dictionnaire des marins français, Paris, Tallandier, coll. « Dictionnaires », octobre 2002, 537 p. [détail de l’édition] (ISBN 978-2847340082)
- Jean Meyer et Martine Acerra, Histoire de la marine française : des origines à nos jours, Rennes, Ouest-France, 1994, 427 p. [détail de l’édition] (ISBN 2-7373-1129-2, BNF 35734655)
- Patrick Villiers, La France sur mer : de Louis XIII à Napoléon Ier, Paris, Fayard, coll. « Pluriel », 2015, 286 p. (ISBN 978-2-8185-0437-6)
- Georges Lacour-Gayet, La Marine militaire de la France sous le règne de Louis XV, Honoré Champion éditeur, 1902, édition revue et augmentée en 1910 (lire en ligne)